# Ezequiel Puig Maestro-Amado
Ezequiel Puig Maestro-Amado (Sevilla, 29 de noviembre de 1910-Madrid, 31 de octubre de 1982) fue un político español, procurador en Cortes y concejal del Ayuntamiento de Madrid.
Licenciado en Ciencias Exactas, fue procurador en las Cortes franquistas desde 1961 hasta 1977.
En 1969, Puig fue herido en la cabeza tras un acto conmemorativo de la fundación de Falange Española, al cual habían asistido también Adolfo Díaz Ambrona, Alejandro Rodríguez de Valcárcel, Enrique Salgado Torres, José Manuel Pardo de Santayana, Raimundo Fernández Cuesta, Pilar Primo de Rivera, Sancho Dávila y el conde de Mayalde.
Está en posesión de múltiples galardones y condecoraciones.